# Eastnor
Koordinaten: 19° 30′ S, 28° 31′ O
Eastnor ist ein Dorf mit etwa 1.000 Einwohnern auf 1171 m Höhe in der Provinz Matabeleland North in Simbabwe. Es ist ein Gebiet der Agrarindustrie 75 km (Luftlinie) nördlich von Bulawayo. Der gesamte Ort ist darauf abgestellt. Es gibt eine Flugpiste.